# Krzyków (województwo dolnośląskie)
Krzyków (niem. Krichen) – wieś w Polsce położona w województwie dolnośląskim, w powiecie wrocławskim, w gminie Czernica.

## Podział administracyjny
W latach 1975–1998 miejscowość administracyjnie należała do województwa wrocławskiego.

## Położenie, opis zabudowy
Wieś położona jest około 3 km od granic administracyjnych miasta Wrocławia. Miejscowość jest typową wsią folwarczną odnotowaną już w średniowieczu. Zabudowa wsi rozłożona jest po obu stronach drogi biegnącej od folwarku na zachód i na północ. W środku wsi pozostałości dawnych zabudowań pałacowo–folwarcznych oraz parku i ogrodu przypałacowego.